# تام واللی
تام واللی (انگلیسی: Tom Walley؛ زادهٔ ۲۷ فوریهٔ ۱۹۴۵) بازیکن فوتبال اهل بریتانیا است.
از باشگاه‌هایی که در آن بازی کرده‌است می‌توان به باشگاه فوتبال آرسنال، باشگاه فوتبال رکسهام، باشگاه فوتبال لیتون اورینت، باشگاه فوتبال واتفورد، و تیم ملی فوتبال ولز اشاره کرد.
وی همچنین در تیم ملی فوتبال ۲۳ سال ولز بازی کرده‌است.